# Stadsmuur van Carrickfergus

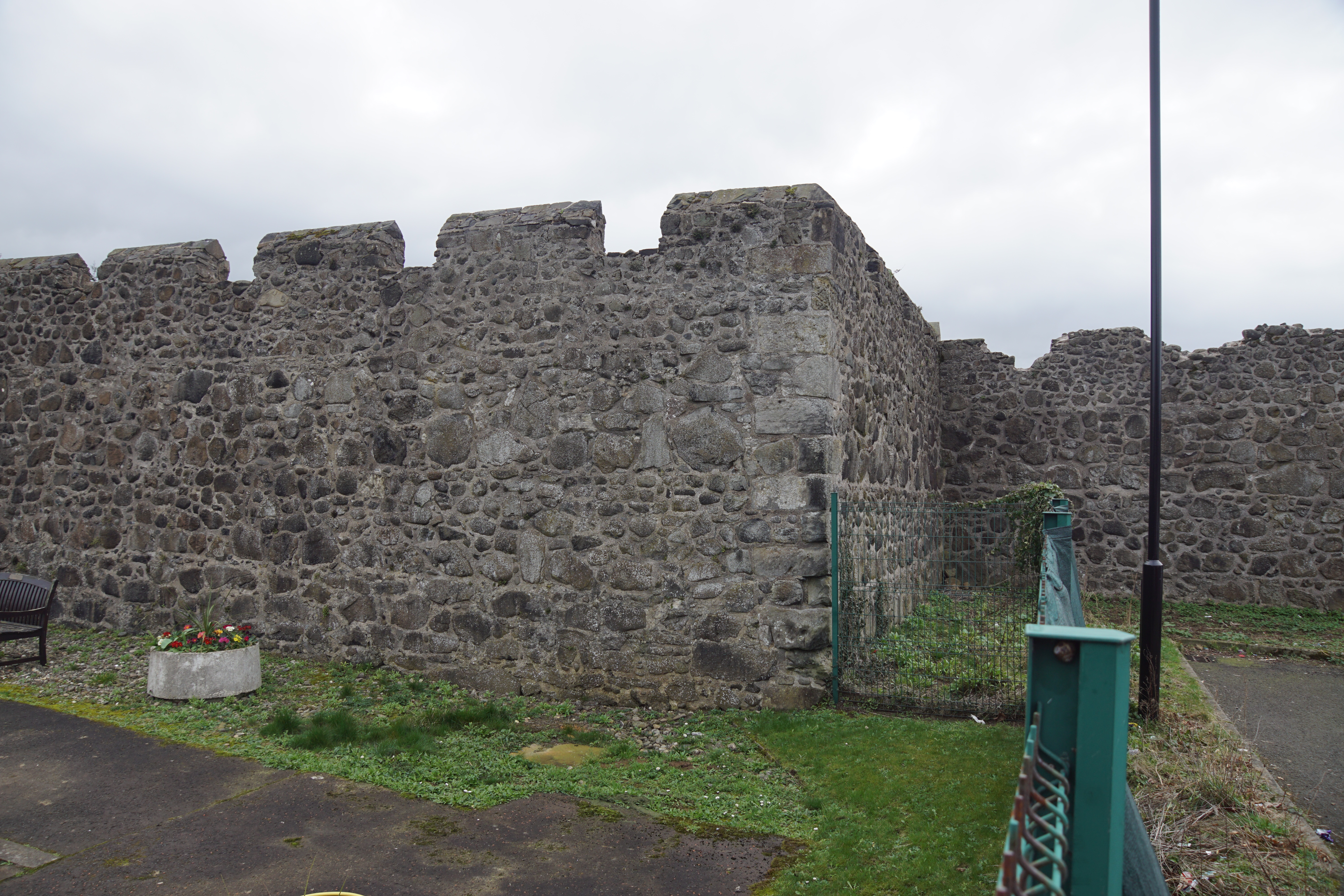
Het best bewaarde deel van de stadsmuur is deze van het noordoostelijke bastion.

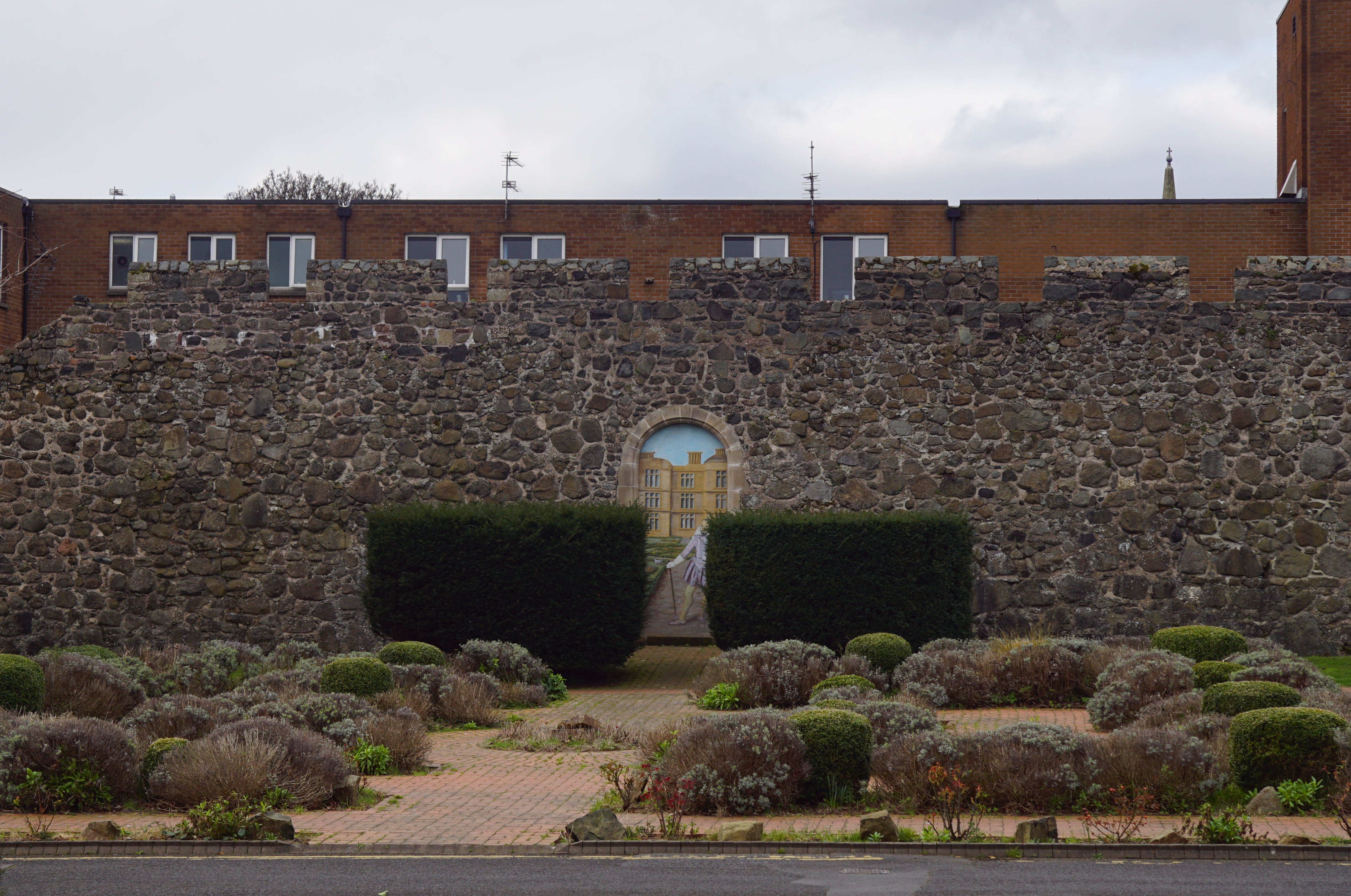
Stadsmuur bij Joymount met een dichtgemetselde zeventiende-eeuwse poort.

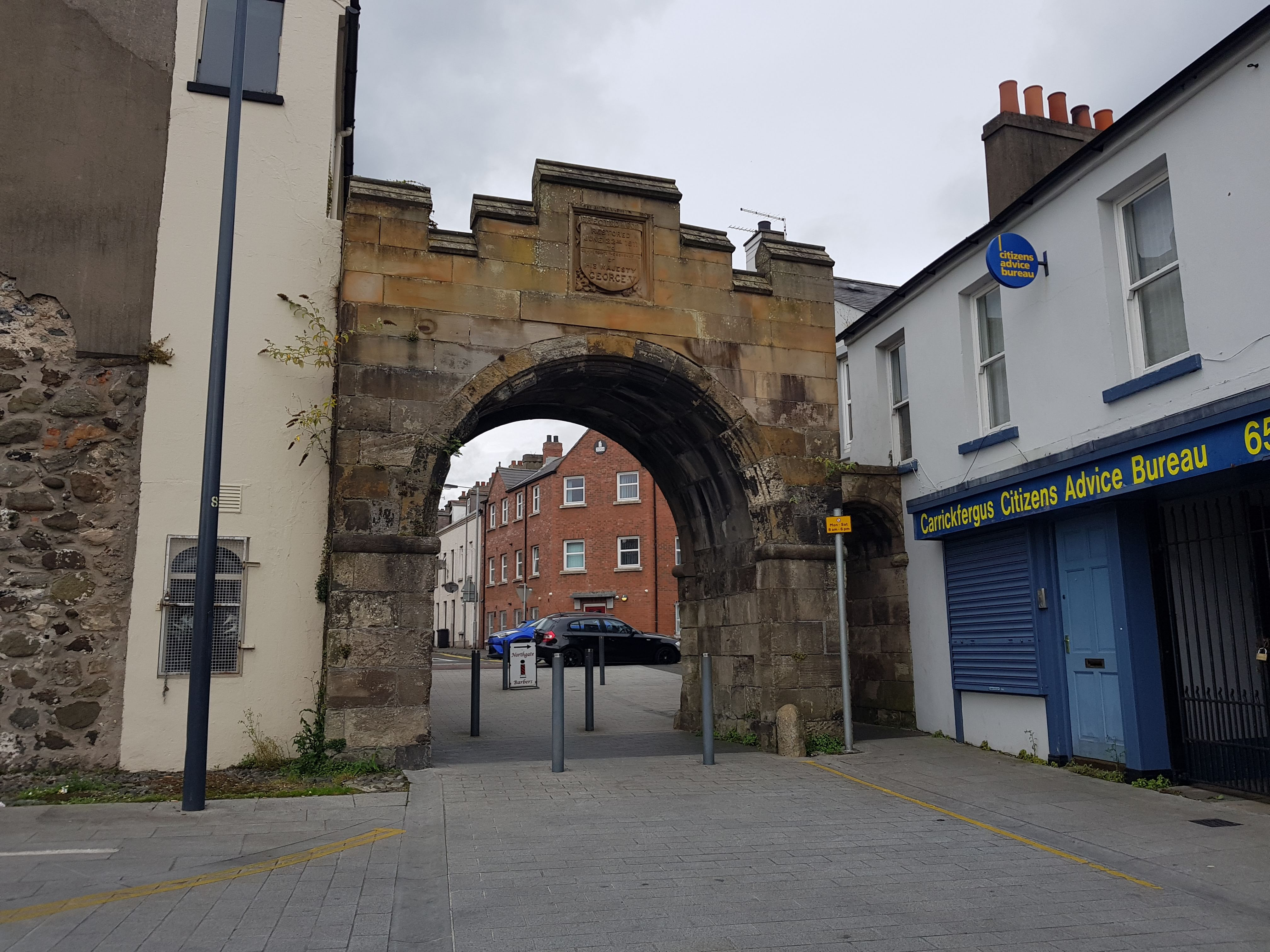
De noordelijke poort.

De stadsmuur van Carrickfergus (Engels: Carrickfergus Town Walls) vormt de vroegzeventiende-eeuwse 
omwalling van Carrickfergus in County Antrim (Noord-Ierland).

## Geschiedenis
Carrickfergus werd tijdens de regering van koningin Elizabeth I van Engeland beschouwd als een symbool van de kroon en moest worden verdedigd, maar de koningin wilde eigenlijk niet betalen voor een stadsomwalling. Er werden maar honderd mannen aan het werk gezet, waardoor de stadsomwalling verre van af was toen Brian Pehlim O'Neill (overleden 1574), Heer van Lower Clandeboye, de stad aanviel in 1571. Hij brandde de stad plat. Het was Lord Deputy Arthur Chichester die in 1599 het commando overnam en het werk completeerde met zijn huis Joymount in 1610, gebouwd in de oostelijke hoek van Carrickfergus.
In 1689 wist Carrickfergus een week lang stand te houden voordat zij zich moesten overgeven aan de superieure macht van de troepen van generaal Frederik van Schomberg.
In 1760 werd de stad belegerd door een Frans leger onder leiding van François Thurot.

## Omschrijving
De omwalling van Carrickfergus bestond oorspronkelijk uit zeven bastions en vier poorten.
Van de stadsmuur is ongeveer de helft nog zichtbaar, vaak tot de oorspronkelijke hoogte van vier meter. De stadsomwalling liep vanaf Carrickfergus Castle naar het noordwesten tot de Irish Gate (Ierse Poort); vandaar liep de omwalling naar het noorden naar de North Gate (Noordpoort), dan naar het oosten naar de achterzijde van het huis Joymount en dan naar het zuiden naar het water. Bovenop de omwalling is er weinig ruimte en er was enkel de mogelijkheid om met musketten de stad te verdedigen.
Het beste bewaarde deel van de stadsmuren bevindt zich in het noordoostelijke hoekbastion in het Shaftesbury Park bij de bowlingbaan.
Aan de oostkant van de bibliotheek, gelegen bij Joymount, bevindt zich ook een goed bewaard stuk omwalling met een dichtgemetselde poort uit de zeventiende eeuw.
Aan het einde van de North Street bevindt zich de North Gate uit 1608, die twee keer in de twintigste eeuw werd gerestaureerd. Van de Irish Gate aan het einde van West Street zijn alleen de fundamenten bewaard gebleven met een stuk van de aansluitende muur. In de periode 1977-1979 verrichtte T.G. Delaney hier opgravingen.

## Beheer
De stadsmuren van Carrickfergus hebben de status van State Care Monument, net als de Stadsmuur van Derry.